# Casa dels Masovers de la Noguera
La Casa dels Masovers de la Noguera és una masia de Viladrau (Osona) inclosa a l'Inventari del Patrimoni Arquitectònic de Catalunya.

## Descripció
Edifici civil. Masia de planta gairebé (presenta un petit queixal a l'angle NE) quadrada (15x15) coberta a dues vessants amb el carener perpendicular a la façana encarada a migdia; consta de planta i dos pisos. La façana S está tancada amb un mur amb reixes i cossos de planta, i un pis formant pallisses adossats a la part E, formant una gran lliça (on es troba una gran pica de pedra amb funcions d'abeurador) amb entrada per un ampli portal d'arc rebaixat, cobert a dues vessants, pertanyent al conjunt de la muralla; la façana presenta un portal d'arc rebaixat sota el carener i dos més de rectangulars a la planta; tres finestres amb ampit motllurat al primer pis; una finestra i un porxo d'arc rebaixat (accés per mitjà d'una escala de graons de pedra) i dues finestres al segon. La façana E (a tocar de la carretera), presenta un cos de forn adossat prop del'angle NE, i una finestreta a cada planta. La façana O presenta dues espieres a la planta i tres finestres al primer pis.

## Història
Edifici relacionat amb l'antic mas que probablement formava part dels 82 masos que varen existir simultàniament fins als volts de 1340. El trobem registrat en els fogatges de la "Parròquia i terme de Viladrau fogajat a 6 de octubre 1553 per Joan Masmiguell balle com apar en cartes 230", juntament amb altres 32 que continuaven habitats després del període de pestes on apareix un tal JOAN NOGUERA com a cap de familia habitant del mas